# 基什绍姆约
基什绍姆约，是匈牙利沃什州所辖的一个村，总面积8.58平方公里，总人口235，人口密度27.4人/平方公里（2010年1月1日）。